# Pesticid

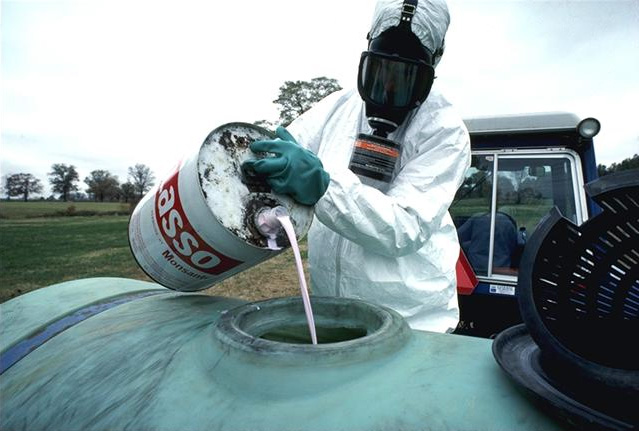
Utilizarea și prepararea pesticidelor se supun unor reglementări și precauții speciale, datorită toxicității lor și faptului că solvenții pot fi inflamabili.

Pesticidele sunt produse chimice (exceptând medicamentele) folosite pentru combaterea dăunătorilor plantelor și a produselor agricole stocate, precum și pentru combaterea vectorilor biologici ai bolilor omului și animalelor. Dăunătorii includ microbi, plante sau animale care concurează cu omul pentru hrană, distrug proprietatea, difuzează boli sau reprezintă o calamitate.
Pesticidele sunt substanțe sau amestecuri de substanțe ce conțin ingrediente biologic active împotriva dăunătorilor. Ingredientele biologic active sunt, în general, substanțe toxice cu potențial de degradare a mediului. Multe pesticide sunt toxice și pentru om. Din aceste motive producerea, ambalarea, depozitarea, transportul și utilizarea pesticidelor sunt reglementate prin lege.

## Clasificare
Pesticidele se clasifică, în funcție de organismul țintă combătut, în: bactericide, fungicide, erbicide, insecticide, acaricide, nematocide, moluscocide, raticide și cu acțiune mixtă.

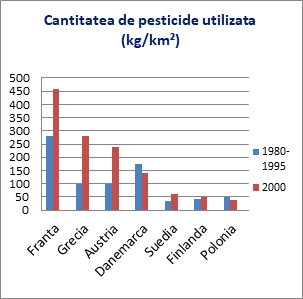
Conform datelor OCDE -Organizația pentru Cooperare și Dezvoltare Economică

## Utilizarea pesticidelor
În a doua jumătate a secolului XX industria pesticidelor a crescut considerabil. În această perioadă peste 30 000  substanțe active sunt utilizate în agricultură. În Uniunea Europeană au fost aprobate 800 dintre ele. La nivel mondial extinderea utilizării pesticidelor continuă să crească mai bine de jumătate de secol. Crește utilizarea lor în țările în curs de dezvoltare și scade în țările dezvoltate. Ca exemplu pentru țările dezvoltate poate servi Statele Unite ale Americii care înregistrează în 1970 un consum de pesticide egal cu 800 000 tone/an și treptat scade consumul lor ajungînd la 300 000 tone/an în anul 1990.
Un pesticid ideal este un produs care are un spectru restrîns de acțiune, care elimină doar organismele dăunătoare culturilor verzi, fără alte efecte nocive. Ideal ar fi rapid să se descompună chimic sau biologic în produse care nu au efecte negative asupra proceselor sistemelor biologice. Nu trebuie să fie mobil și să se răspîndească în mediul înconjurător. Cu părere de rău un astfel de pesticid nu există. O mare parte dintre ele au un spectru larg de acțune, sunt greu degradabile, sau se descompun în categorii de produse care sunt mult mai toxice decît însăși pesticidul folosit inițial.

## Efectele benefice
Pentru creșterea randamentului obținerii unor culturi de înaltă calitate, agricultorii utilizează pesticidele, care au un rol esențial în lupta împotriva dăunătorilor care duc la o enormă pierdere de producție în agricultură.

### Lupta împotriva insectelor
Insectele pot transmite omului un număr mare de boli care sunt foarte periculoase, ca de exemplu – tifos. La fel prin intermediul acestora este transmisă și infecția malaria. După studiile efectuate de către Organizația Mondială a Sănătății, în fiecare an sunt infectați cu malarie între 300 și 500 milioane de persoane și 2,7 milioane de copii mor anual din țările în curs de dezvoltare. Controlul și evidența acesteia se limitează la verificarea existenței populației de țânțari infectate din cauza numărului limitat de medicamente eficiente împotriva malariei. Peticidele ca Diclor-Difenil-Tricloretan  au permis reducerea populației de insecte ceea ce a dus la limitarea transmiterii infecției sus menționate. Ca exemplu servește insula Sri Lanka în care în a doua jumătate a secolului XX mureau câte două milioane de oameni pe an din cauza acestei boli periculoase. În urma utilizării DDT-urilor numărul a fost limitat esențial. În 1964 în urma întreruperii tratamentului continuu împotiva infecției, numărul de morți începe din nou să crească, fiind înregistrate în 1968 un milion de cazuri. Se mai utilizează și în prezent pesticide DDT pentru nimicirea insectelor, dar în cantități mult mai limitate comparativ cu anii ’60 din cauza efectelor negative ale acestora.

### Protecția plantelor
Volumul de pierderi anuale a culturilor agricole din cauza dăunătorilor se estimează a fi egal  aproximativ cu o treime. Există 200 specii de insecte care pot cauza daune enorme și pierderi considerabile în agricultură. Acesta este motivul pentru care sunt utilizate pesticidele de către agricultori. Utilizarea lor se realizează în urma efectuării unui șir de măsuri argumentate științific, adoptate pentru zona pedoclimatică respectivă :
- Indicii agrochimici ai solului;
- Starea semănăturilor ;
- Diagnosticarea substanțor minerale pentru plante ;
- Pronosticul dezvoltării bolilor, dăunătorilor și buruienilor.[3]

## Efectele nocive
Pesticidele pe lîngă efectele benefice, prezintă și un șir de riscuri. Primul dintre ele fiind dezvoltarea rezistenței la pesticide după un timp mai îndelungat de utilizare. Al doilea risc este impactul și dezechilibrul asupra agriculturii și sănătății umane cauzat de proprietățile unor pesticide de a se acumula și a contamina diferite compartimente ale mediului.

### Creșterea rezistenței genetice
Utilizarea pe timp îndelungat a pesticidelor poate conduce la creșterea rezistenței genetice a insectelor împotriva pesticidelor. Între anii 1950 și 2000 un studiu a demonstrat că peste 520 de specii de dăunători au devenit rezistenți împotriva produselor de uz fitosanitar. O parte dintre ei ( exemplu - viermele mucegaiului) au devenit foarte rezistenți împotriva principalelor clase de insecticide care sunt cel mai des utilizate în agricultură. La fel și ierburile care împiedică creșterea și dezvoltarea culturilor agricole au devenit rezistente genetic împotriva erbicidelor.  Există o explicație simplă care descrie mecanismul de creștere a rezistenței genetice a acestora. În urma aplicării pesticidelor, dăunătorii nu vor fi nimiciți 100% . Cei care au gene de rezistență puternice vor supraviețui și devin din punct de vedere genetic și mai puternici împotriva produselor fitosanitare și transmit această trăsătură generațiilor viitoare. Astfel un pesticid sau un erbicid utilizat în timp îndelungat va deveni din ce în ce mai puțin eficient. În consecință se recomandă utilizarea unei concentrații mai mare de pesticid sau tratarea culturilor agricole mai frecventă. O altă soluție ar fi schimbarea produsului fitosanitar. Toate acestea duce la creșterea prețului de producere și în consecință la scăderea randamentului culturilor.

### Dezechilibrul ecosistemelor, efectele nocive pentru animale și om
Utilizarea pesticidelor  pe termen scurt și în concentrații mici nu vor aduce consecințe grave. Odată cu creșterea concentrației acestora apare și un dezechilibru al ecosistemelor, inclusiv apariția diferitor boli la om și animale ca :
- DDT-urile - pot provoca boli cronice și cu risc de cancer mamar ;
- Heptaclorul - este o substanță cancerogenă care afectează sistemul imunitar ;
- Aldrinul – provoacă dureri de cap, grețuri, vome, contracții musculare, spasme și convulsii ;
- Endrinul – acționează asupra sistemului nervos al omului ;
- Hexaclorbenzenul – are efecte nocive asupra sistemului reproductiv ;
- Dioxinele și furanii – substanțe cancerogene pentru om. La animale acestea provoacă reducerea fertilității, defecte genetice și mortalitatea embrionilor.[4]

Utilizarea pesticidelor în cantități esențiale duce la moartea diferitor insecte care nu fac parte din clasa insectelor dăunătoare pentru plante, a diferitor păsări și animale care adesea pot fi găsite în zonele tratate cu produse fitosanitare. Chiar dacă acestea nu mor, prezența pesticidelor în țesuturile lor favorizează dezvoltarea multor boli periculoase pentru acestea

### Persistența, bioacumularea și amplificarea biologică
Multe dintre produsele chimice utilizate în agricultură au un grad de persistență ridicat și se degradează foarte lent. Ca exemplu poate servi organocloruratele. Pesticidul persistent care este ingerat de către un organism, el va fi neapărat stocat în țesutul adipos. Cele care se află la un nivel superior al lanțului trofic conțin o concentrație de pesticide acumulate mai mare decît cele care se găsesc la un nivel inferior. Stocarea treptată a pesticidelor în organisme poartă denumirea de bioacumulare. Fenomenul de creștere a concentrației pesticidelor pe nivele succesive a lanțului trofic se numește amplificare biologică.